# Milan Prelog
Milan Prelog (Osijek, 19. lipnja 1919. – Zagreb, 25. kolovoza 1988.), bio je hrvatski povjesničar umjetnosti.

## Životopis
Milan Prelog rodio se je u Osijeku 1919. godine. Sin je hrvatskoga povjesničara Milana Preloga, a brat hrvatskoga nobelovca Vladimira Preloga. Diplomirao je na Filozofskom fakultetu u Zagrebu 1945. godine. Doktorirao je 1951. godine disertacijom Prilog analizi razvoja srednjovjekovne umjetnosti na istočnoj obali Jadrana. Radio je kao profesor povijesti umjetnosti srednjeg vijeka na Filozofskom fakultetu u Zagrebu od 1948. do 1984. godine, a ravnatelj Konzervatorskoga zavoda bio je od 1951. do 1953. godine. U Institutu za povijest umjetnosti razvio je istraživanja povijesnih naselja u Hrvatskoj te pokrenuo projekt Umjetnička topografija Hrvatske. Istraživao je razdoblje od kasne antike do renesanse, posebno odnos antike i romanike, povijest spomenika i regionalnog planiranja.
Jedno mu je vrijeme asistentom na katedri za srednjovjekovnu arheologiju bio budući hrvatski filmski redatelj Eduard Galić.
Nagradu za životno djelo dobio je 1980. godine.

## Djela
Nepotpun popis:
- Poreč grad i spomenici, Savezni institut za zaštitu spomenika kulture - Kolarčev narodni univerzitet, Beograd, 1957. (2. izd. Institut za povijest umjetnosti, Zagreb, 2007.)
- Mozaici Poreča, 1959.
- Les mosaiques de Poreč, Grafički Zavod Hrvatske, Zagreb, 1959.
- Likovne umjetnosti, Privreda, Zagreb, 1963. (suautori: Jadranka Damjanov, Radovan Ivančević)
- Cres: građevni razvoj jednog malog, starog grada, Filozofski fakultet Sveučilišta, Zagreb, 1963.
- Grad kao umjetničko djelo, 1969.; 1975.
- Prostor - vrijeme,  Društvo historičara umjetnosti Hrvatske, Zagreb, 1973.; Grafički zavod Hrvatske, Zagreb, 1991.
- Gotika i renesansa u djelu Jurja Dalmatinca, 1979. – 1982.
- Romanika, Jugoslavija - Spektar - Prva književna komuna, Beograd - Zagreb - Mostar, 1984.
- Eufrazijeva bazilika u Poreču, Grafički zavod Hrvatske, Zagreb, 1986.; Buvina, Zagreb, 1994.; Buvina - Laurana, Zagreb, 2004.

## Vanjske poveznice
- Prelog, Milan Hrvatska tehnička enciklopedija, portal hrvatske tehničke baštine. LZMK